# Lista stacji i przystanków kolejowych w Kornwalii
To jest lista stacji i przystanków kolejowychw w Kornwalii, zarządzanych przez National Rail.

## Lista
| Stacja                | Rok otwarcia | Obsługiwana przez                                           | Pasażerów 2002–03 | Pasażerów 2004–05 | Pasażerów 2005–06 | Pasażerów 2006–07 | Pasażerów 2007–08 | Pasażerów 2008–09 |
| --------------------- | ------------ | ----------------------------------------------------------- | ----------------- | ----------------- | ----------------- | ----------------- | ----------------- | ----------------- |
| Bodmin Parkway        | 1859         | First Great Western CrossCountry Bodmin and Wenford Railway | 144146            | 158172            | 166743            | 185498            | 203061            | 284996            |
| Bugle                 | 1876         | First Great Western                                         | 836               | 1362              | 1661              | 1691              | 1557              | 2606              |
| Calstock              | 1908         | First Great Western                                         | 25739             | 24024             | 21123             | 23476             | 26825             | 31168             |
| Camborne              | 1843         | First Great Western CrossCountry                            | 109628            | 146595            | 157026            | 181671            | 193948            | 238480            |
| Carbis Bay            | 1877         | First Great Western                                         | 60620             | 66298             | 23737             | 6347              | 8208              | 9476              |
| Causeland             | 1879         | First Great Western                                         | 2099              | 2281              | 2671              | 3035              | 3471              | 4038              |
| Coombe Junction       | 1879         | First Great Western                                         | 71                | 96                | 59                | 32                | 54                | 128               |
| Falmouth Docks        | 1863         | First Great Western                                         | 28461             | 38434             | 47316             | 59542             | 67164             | 99304             |
| Falmouth Town         | 1970         | First Great Western                                         | 80377             | 85859             | 83899             | 89787             | 91638             | 111012            |
| Gunnislake            | 1908         | First Great Western                                         | 39009             | 37190             | 43885             | 43676             | 48747             | 49070             |
| Hayle                 | 1852         | First Great Western CrossCountry                            | 34802             | 43467             | 51299             | 63593             | 60174             | 79374             |
| Lelant                | 1877         | First Great Western                                         | 6913              | 8697              | 1653              | 250               | 240               | 592               |
| Lelant Saltings       | 1978         | First Great Western                                         | 17001             | 18281             | 23774             | 653               | 251               | 554               |
| Liskeard              | 1859         | First Great Western CrossCountry                            | 209875            | 232269            | 237113            | 267864            | 274090            | 322800            |
| Looe                  | 1860         | First Great Western                                         | 72418             | 75510             | 70880             | 81022             | 76527             | 82614             |
| Lostwithiel           | 1859         | First Great Western CrossCountry                            | 40701             | 42602             | 46172             | 46645             | 51695             | 63942             |
| Luxulyan              | 1876         | First Great Western                                         | 1005              | 791               | 1160              | 1252              | 922               | 1214              |
| Menheniot             | 1859         | First Great Western                                         | 6554              | 5782              | 4453              | 4206              | 3610              | 4614              |
| Newquay               | 1876         | First Great Western CrossCountry                            | 76103             | 83712             | 71301             | 77188             | 87550             | 126244            |
| Par                   | 1859         | First Great Western CrossCountry                            | 78175             | 94475             | 111912            | 119859            | 139688            | 175694            |
| Penmere Platform      | 1925         | First Great Western                                         | 67460             | 71656             | 76571             | 75572             | 79227             | 95842             |
| Penryn                | 1863         | First Great Western                                         | 51934             | 53069             | 58759             | 67472             | 77056             | 93488             |
| Penzance              | 1852         | First Great Western CrossCountry                            | 0,392 mln         | 0,403 mln         | 0,414 mln         | 0,462 mln         | 0,498 mln         | 0,647 mln         |
| Perranwell            | 1864         | First Great Western                                         | 11110             | 9936              | 9545              | 10489             | 9842              | 13348             |
| Quintrell Downs       | 1911         | First Great Western                                         | 879               | 918               | 928               | 794               | 334               | 578               |
| Redruth               | 1852         | First Great Western CrossCountry                            | 186977            | 219013            | 228511            | 258384            | 277853            | 337188            |
| Roche                 | 1876         | First Great Western                                         | 574               | 1137              | 1222              | 1041              | 1123              | 1242              |
| Saltash               | 1859         | First Great Western                                         | 27197             | 35349             | 32185             | 34266             | 32062             | 50452             |
| Sandplace             | 1881         | First Great Western                                         | 1206              | 1429              | 865               | 788               | 946               | 1158              |
| St Austell            | 1859         | First Great Western CrossCountry                            | 266766            | 275056            | 281545            | 314613            | 360484            | 441008            |
| St Columb Road        | 1876         | First Great Western                                         | 813               | 733               | 1031              | 1390              | 783               | 1222              |
| St Erth               | 1852         | First Great Western                                         | 71406             | 90541             | 88341             | 67004             | 68230             | 93438             |
| St Germans            | 1859         | First Great Western                                         | 25681             | 24926             | 28228             | 29540             | 29073             | 39722             |
| St Ives               | 1877         | First Great Western CrossCountry                            | 213397            | 220300            | 171281            | 117131            | 139455            | 173722            |
| St Keyne Wishing Well | 1900         | First Great Western                                         | 1150              | 1053              | 606               | 618               | 614               | 986               |
| Truro                 | 1859         | First Great Western CrossCountry                            | 0,639 mln         | 0,715 mln         | 0,773 mln         | 0,856 mln         | 0,917 mln         | 1,141 mln         |